# Plongeon aux Jeux olympiques de 1908
Navigation
Saint-Louis 1904 Stockholm 1912
Aux Jeux olympiques de 1908, deux compétitions de plongeon furent organisées. 39 plongeurs venus de 9 pays se disputèrent les 6 médailles mises en jeu (7 furent en réalité remises à cause d'une égalité). Les deux épreuves étaient des épreuves masculines.
Des démonstrations de plongeon féminin eurent aussi lieu.

## Tableau des médailles pour le plongeon
| Place | Nation     | Médaille d'or | Médaille d'argent | Médaille de bronze | Total |
| ----- | ---------- | ------------- | ----------------- | ------------------ | ----- |
| = 1   | Allemagne  | 1             | 1                 | 1                  | 3     |
| = 1   | Suède      | 1             | 1                 | 1                  | 3     |
| 3     | États-Unis | 0             | 0                 | 1                  | 1     |

## Participants par nations
- Allemagne (5)
- Australasie (1)
- Belgique (1)
- Canada (1)
- États-Unis (2)
- Finlande (2)
- Italie (1)
- Royaume-Uni (16)
- Suède (10)

## Résultats

### Tremplin à 3 mètres

#### Demi-finales
Les deux meilleurs plongeurs de chaque poule de demi-finale sont qualifiés pour la finale.
| Rang | Pays        | Plongeur          | Points |
| ---- | ----------- | ----------------- | ------ |
| 1    | Allemagne   | Kurt Behrens      | 83,0   |
| 2    | Allemagne   | Gottlob Walz      | 80,3   |
| 3    | Royaume-Uni | Herbert Pott      | 79,6   |
| 4    | Allemagne   | Heinz Freyschmidt | 79,3   |
| 5    | Royaume-Uni | Frank Errington   | 72,6   |
| 6    | Finlande    | Oskar Wetzell     | 70,1   |

| Rang | Pays        | Pongeuse       | Points |
| ---- | ----------- | -------------- | ------ |
| 1    | États-Unis  | George Gaidzik | 85,6   |
| 2    | Allemagne   | Albert Zürner  | 82,8   |
| 3    | Allemagne   | Fritz Nicolai  | 81,8   |
| 4    | Royaume-Uni | Harold Clarke  | 81,1   |
| 5    | États-Unis  | Harold Grote   | 74,5   |

#### Finale

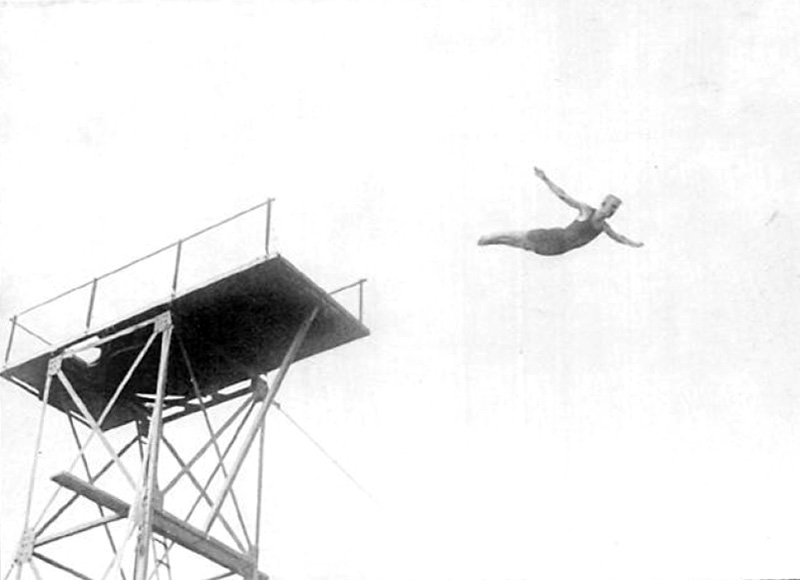
Arvid Spångberg, médaillé de bronze lors de l'épreuve de plateforme à 10 mètres

| Rang               | Pays       | Plongeur       | Points |
| ------------------ | ---------- | -------------- | ------ |
| Médaille d'or      | Allemagne  | Albert Zürner  | 85,5   |
| Médaille d'argent  | Allemagne  | Kurt Behrens   | 85,3   |
| Médaille de bronze | États-Unis | George Gaidzik | 80,8   |
| Médaille de bronze | Allemagne  | Gottlob Walz   | 80,8   |

### Plateforme à 10 mètres

#### Demi-finales
Les deux meilleurs plongeurs de chaque poule de demi-finale sont qualifiés pour la finale. Un cinquième plongeur est repêché pour la finale après une contestation.
| Rang | Pays     | Plongeur        | Points |
| ---- | -------- | --------------- | ------ |
| 1    | Suède    | Arvid Spångberg | 72,3   |
| 2    | Suède    | Karl Malmström  | 67,0   |
| 3    | Finlande | Toivo Aro       | 62,7   |
| 4    | Suède    | Hilmer Löfberg  | 59,18  |
| 5    | Suède    | Harald Arbin    | 52,81  |

| Rang | Pays        | Pongeuse          | Points |
| ---- | ----------- | ----------------- | ------ |
| 1    | Suède       | Hjalmar Johansson | 80,75  |
| 2    | Suède       | Robert Andersson  | 66,75  |
| 3    | États-Unis  | George Gaidzik    | 61,0   |
| 4    | Royaume-Uni | Harold Goodworth  | 59,48  |
| 5    | Allemagne   | Heinz Freyschmidt | 48,8   |

#### Finale
| Rang               | Pays       | Plongeur          | Points |
| ------------------ | ---------- | ----------------- | ------ |
| Médaille d'or      | Suède      | Hjalmar Johansson | 83,75  |
| Médaille d'argent  | Suède      | Karl Malmström    | 78,73  |
| Médaille de bronze | Suède      | Arvid Spångberg   | 74,00  |
| 4                  | Suède      | Robert Andersson  | 68,30  |
| 5                  | États-Unis | George Gaidzik    | 56,30  |